# 航空特殊無線技士

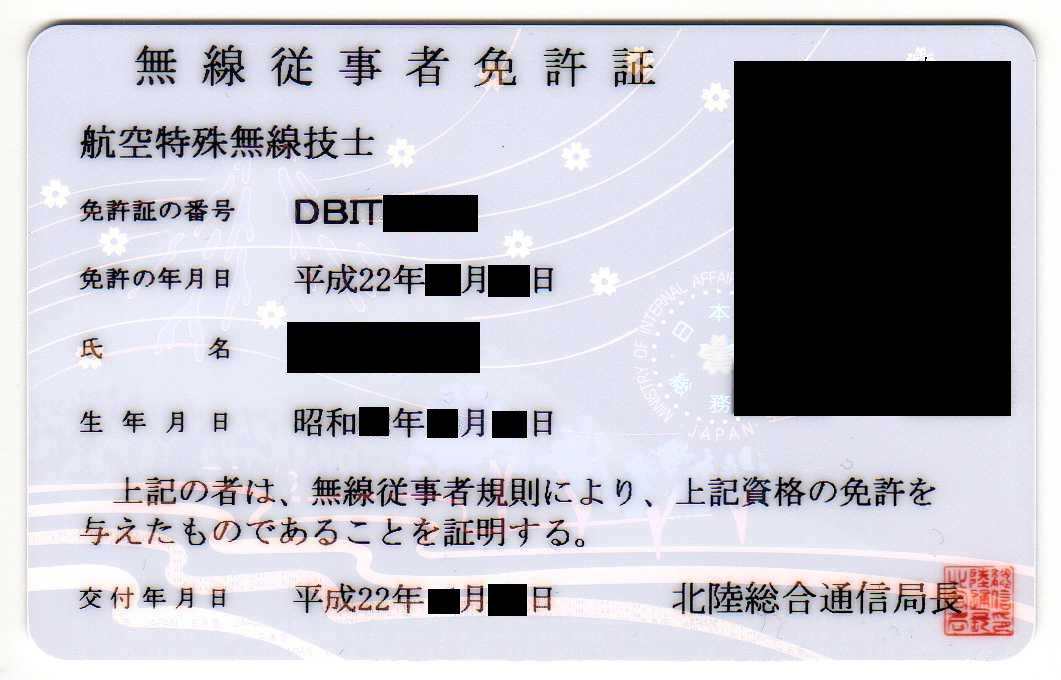
無線従事者免許証
平成22年4月以降発給

航空特殊無線技士（こうくうとくしゅむせんぎし）は、無線従事者の一種で電波法第40条第1項第3号ロに政令で定めるものと規定している。
英語表記は"Aeronautical Service Special Radio Operator"。

## 概要
政令電波法施行令第2条第2項に一種類のみ規定され、航空特と略称される。従前の特殊無線技士（無線電話丙）は航空特とみなされる。第一級・第二級総合無線通信士及び航空無線通信士の下位資格である。
航空特の免許証は、国際電気通信連合憲章に規定する無線通信規則に規定する「航空移動業務に関する制限無線電話通信士証明書」に該当するものとされているが、免許証には、その旨は記載されていない。

## 操作範囲
電波法施行令第3条による。
1990年（平成2年）5月1日現在
| 航空機（航空運送事業の用に供する航空機を除く。）に施設する無線設備及び航空局（航空交通管制の用に供するものを除く。）の無線設備で次に掲げるものの国内通信のための通信操作（モールス符号による通信操作を除く。）並びにこれらの無線設備（多重無線設備を除く。）の外部の転換装置で電波の質に影響を及ぼさないものの技術操作 1. 空中線電力50W以下の無線設備で25010kHz以上の周波数の電波を使用するもの 2. 航空交通管制用トランスポンダで前号に掲げるもの以外のもの 3. レーダーで第1号に掲げるもの以外のもの |

### 備考
アマチュア無線技士の操作範囲の操作は行えない。これは、無線設備の操作が「外部の転換装置で電波の質に影響を及ぼさないものの技術操作」に限定されており、これをうけた試験の無線工学の内容も「無線設備の取扱方法」に過ぎず「理論・構造・機能」に及ばないので、アマチュア局の無線設備を運用するために必要な知識が証明されないからである。

上述より航空関係の無線局でかつ25.01MHz以上のVHFと呼ばれる超短波以上の無線設備しか操作できない。

### 免許証関係事項証明
上記の通り、航空特の免許証は「航空移動業務に関する制限無線電話通信士証明書」（ ITU - Radio Regulations ARTICLE 37 参照）に相当するものとされている。ただし、航空特の資格による操作範囲は上記のとおり国内通信に限定されていることから、免許証にはその旨の記載（英訳文含む）はされていない。
なお、免許に関する事項について証明が必要なときは邦文または英文の「証明書」の発行を請求できる。英文証明書には、資格名「Aeronautical Service Special Radio Operator」のほか、「This is to certify that this person holds the above-mentioned licence of qualification issued under the Radio Law. It is also verified hereby that this licence corresponds to the restricted radiotelephone operator’s certificate as provided for in the ITU Radio Regulations and has been issued in conformity with the provisions of No. S37.30 of these Regulations.」と記載される。（無線従事者関係事務処理手続規程（平成22年4月1日総務省総合通信局長発）付録第8号注2の「航空特殊無線技士」の項参照。）

## 取得
次の何れかによる。
- #国家試験に合格すること
- #養成課程（又は長期型養成課程）を修了すること

### 国家試験
日本無線協会が6・10・2月の年3回実施する。

また、学校等からの依頼により実施することもある。
試験の方法及び試験科目
総務省令無線従事者規則第3条に電気通信術は実地、その他は筆記によること、第5条に試験科目が規定されている。
無線工学
- 無線設備の取扱方法（空中線系及び無線機器の機能の概念を含む。）

法規
- 電波法及びこれに基づく命令の簡略な概要

電気通信術
- 電話　1分間50字の速度の欧文（無線局運用規則別表第5号の欧文通話表による。）による約2分間の送話及び受話
  - 無線通信の実技試験ではなく、ATC英語（航空英語）は試験対象に含まれない。

一部免除
- 科目合格は規定されておらず、一度の試験で全科目に合格しなければならない。
- 陸上無線技術士は無線工学が免除。

定期試験の試験地および日程
- 日本無線協会の本支部所在地。但し所在地以外に試験場を設定することがあり、この場合は申請時に選択が可能。
- 平日が主であるが、試験期によっては土曜に実施することがある。

合格基準等
試験の合格基準等から抜粋
| 科目                      | 問題数 | 問題形式   | 満点 | 合格点 | 時間   |
| ------------------------- | ------ | ---------- | ---- | ------ | ------ |
| 無線工学                  | 12     | 多肢選択式 | 60   | 40     | 60分注 |
| 法規                      | 12     | 多肢選択式 | 60   | 40     | 60分注 |
| 電気通信術                | ー     | 実地       | 100  | 80     | ー     |
| 注 無線工学の免除者は30分 |        |            |      |        |        |

受験料
2020年（令和2年）4月1日現在：6,400円
- 2022年1月試験から受験票がオンライン発行になったが、それまでは原則として郵送によるので、受験票送付用郵送料（第二種郵便物料金）を合算して納付していた。

#### 実施結果
| 年度         | 平成20年度 | 平成21年度 | 平成22年度 | 平成23年度 | 平成24年度 | 平成25年度 | 平成26年度 | 平成27年度 |
| ------------ | ---------- | ---------- | ---------- | ---------- | ---------- | ---------- | ---------- | ---------- |
| 申請者数(人) | 1,296      | 1,301      | 1,498      | 1,541      | 1,549      | 1,609      | 1,487      | 1,682      |
| 受験者数(人) | 1,191      | 1,187      | 1,373      | 1,429      | 1,464      | 1,486      | 1,353      | 1,542      |
| 合格者数(人) | 860        | 927        | 1,039      | 1,138      | 1,089      | 1,138      | 1,003      | 1,113      |
| 合格率(％)   | 72.2       | 78.1       | 75.7       | 79.6       | 74.4       | 76.6       | 74.1       | 72.2       |
| 年度         | 平成28年度 | 平成29年度 | 平成30年度 | 令和元年度 | 令和2年度  | 令和3年度  | 令和4年度  | 令和5年度  |
| 申請者数(人) | 1,667      | 1,700      | 1,705      | 1,619      | 1,363      | 1,646      | 1,526      | 1,375      |
| 受験者数(人) | 1,546      | 1,552      | 1,563      | 1,433      | 1,210      | 1,462      | 1,410      | 1,226      |
| 合格者数(人) | 1,144      | 1,171      | 1,256      | 1,093      | 974        | 1,172      | 1,098      | 967        |
| 合格率(％)   | 74.0       | 75.5       | 80.4       | 76.3       | 80.5       | 80.2       | 77.9       | 78.9       |

### 養成課程
養成課程は、総合通信局長（沖縄総合通信事務所長を含む。以下同じ。）の認定を受けた団体が実施する。この団体は認定施設者という。授業はeラーニングによることができる。
- 日本無線協会は一般公募または団体から受託し実施している。
  - 受託では保有資格により授業時間を軽減することができる。
- 直近の認定状況（実施状況ではない。）については養成課程一覧[5]を参照。

| 無線工学  | 法規       | 電気通信術 |
| --------- | ---------- | ---------- |
| 5時間以上 | 11時間以上 | 2時間以上  |

総合通信局長が認めた方法による場合は変更できる。
- 日本無線協会の受託での保有資格による授業時間の軽減は、この規定による。

修了試験の形式及び時間
無線従事者規則に基づく総務省告示による。
- 筆記試験は多肢選択式を原則としているが、マークシートによることは義務付けられておらず、CBTによることもできる。筆記試験の一部を記述式とすることを妨げてはいない。

| 科目                       | 問題数 | 満点 | 合格点 | 時間 |
| -------------------------- | ------ | ---- | ------ | ---- |
| 無線工学                   | 10     | 100  | 60     | 45分 |
| 法規                       | 10     | 100  | 60     | 45分 |
| 電気通信術は国家試験と同等 |        |      |        |      |

受講料は認定施設者ごとに異なる。

#### 長期型養成課程
1年以上の教育課程で無線通信に関する科目を開設している学校等が認定施設者となり行う。授業はeラーニングにより実施することができる。
- 学校、学科については長期型養成課程一覧[7]を参照。

| 無線機器                                         | 空中線系及び電波伝搬 | 無線測定  | 電波法令   | 電気通信術 |
| ------------------------------------------------ | -------------------- | --------- | ---------- | ---------- |
| 11時間以上                                       | 3時間以上            | 1時間以上 | 24時間以上 | 4時間以上  |
| 総合通信局長が認めた方法による場合は変更できる。 |                      |           |            |            |

| 年度                    | 平成20年度 | 平成21年度 | 平成22年度 | 平成23年度 | 平成24年度 | 平成25年度 | 平成26年度 | 平成28年度 |
| ----------------------- | ---------- | ---------- | ---------- | ---------- | ---------- | ---------- | ---------- | ---------- |
| 実施件数                | 26         | 26         | 27         | 26         | 21         | 28         | 17         | 18         |
| 受講者数(人)            | 940        | 1,009      | 1,008      | 875        | 770        | 969        | 726        | 854        |
| 修了者数(人)            | 920        | 981        | 990        | 848        | 757        | 932        | 708        | 843        |
| 修了率(％)              | 97.9       | 97.2       | 98.2       | 96.9       | 98.3       | 96.2       | 97.5       | 98.7       |
| 年度                    | 平成29年度 | 平成30年度 | 令和元年度 | 令和2年度  | 令和3年度  | 令和4年度  | 令和5年度  |            |
| 実施件数                | 20         | 24         | 21         | 32         | 34         | 27         | 32         |            |
| 受講者数(人)            | 871        | 972        | 856        | 937        | 711        | 615        | 646        |            |
| 修了者数(人)            | 858        | 961        | 849        | 932        | 707        | 612        | 644        |            |
| 修了率(％)              | 98.5       | 98.9       | 99.2       | 99.5       | 99.4       | 99.5       | 99.7       |            |
| 注 平成27年度の発表なし |            |            |            |            |            |            |            |            |

### 取得者数
| 年度         | 取得者数(人) |
| ------------ | ------------ |
| 平成2年度末  | 24,832       |
| 平成3年度末  | 27,909       |
| 平成4年度末  | 30,679       |
| 平成5年度末  | 33,592       |
| 平成6年度末  | 36,289       |
| 平成7年度末  | 38,523       |
| 平成8年度末  | 41,203       |
| 平成9年度末  | 43,427       |
| 平成10年度末 | 45,610       |
| 平成11年度末 | 47,710       |
| 平成12年度末 | 49,939       |
| 平成13年度末 | 51,984       |
| 平成14年度末 | 53,948       |
| 平成15年度末 | 56,145       |
| 平成16年度末 | 58,419       |
| 平成17年度末 | 60,470       |
| 平成18年度末 | 62,746       |
| 平成19年度末 | 64,937       |
| 平成20年度末 | 67,085       |
| 平成21年度末 | 69,134       |
| 平成22年度末 | 71,075       |
| 平成23年度末 | 72,924       |
| 平成24年度末 | 74,851       |
| 平成25年度末 | 76,892       |
| 平成26年度末 | 78,800       |
| 平成27年度末 | 80,714       |
| 平成28年度末 | 82,819       |
| 平成29年度末 | 84,666       |
| 平成30年度末 | 86,995       |
| 令和元年度末 | 89,082       |
| 令和2年度末  | 90,728       |
| 令和3年度末  | 92,711       |
| 令和4年度末  | 94,527       |
| 令和5年度末  | 96,096       |

この節の統計は、資格・試験による。

### 制度の変遷
1990年（平成2年）- 制定当初は、和文の電気通信術があり能力は1分間50字の速度の和文（無線局運用規則別表第5号の和文通話表による）による約2分間の送話及び受話であった。 
1996年（平成8年）
- 長期型養成課程で取得できることとなった[9]。
- 和文の電気通信術が廃止された[10]。

2009年（平成21年）- 営利団体が養成課程を実施できることとなった。
2013年（平成25年）- 養成課程（長期型養成課程を含む。）でeラーニングによる授業とCBTによる修了試験ができることとなった。

## その他
受験科目の免除
- 無線従事者規則第8条第1項に規定する航空無線通信士国家試験における電気通信術

受験・受講資格
- 電波法施行規則第34条の3に規定する主任無線従事者講習（ただし業務経歴を要する。）
- 甲種特類を除く甲種消防設備士試験[13]

実態
- 航空運送事業用以外の航空機に開設された航空機局やこの航空機と通信を行う航空局でVHF以上の無線設備が操作できる。自家用操縦士、自家用航空機と通信する空港や航空事業者などの地上職員は、最低でも航空特を保有していなければならない。取得するのは操縦訓練を始める者が中心で、残りは小型機が利用する小規模な飛行場の職員、無線資格の取得を趣味としている者などである。
- 航空機に乗り組んで 無線設備の操作（受信も含む）を行うためには、航空法によるいわゆる運航従事者[注 1]の技能証明および航空身体検査証明も有していなければならない[14]。操縦訓練のため「航空機操縦練習許可」の取得者が無資格で操作することがあるが、この場合は同乗の操縦教官は航空無線通信士（または第一級・第二級総合無線通信士）の資格を有するものでなければならない[15]。
- 外国には、自家用操縦士の筆記試験に無線の質問を含め、国内での非商用飛行に限り資格不要とする国（アメリカなど）、無線の資格を同時取得できる国もあるが、この自家用操縦士の資格を日本の無線従事者として認める制度はない。
- スカイスポーツで使用される無線で、滑空機専用のグライダー無線とパラグライダー等のスカイスポーツ専用無線は携帯局として免許され、必要となるのは陸上特殊無線技士である。スカイスポーツ用のデジタル簡易無線登録局には、無線従事者の配置は不要とされる。